# Серапиас мелкоцветковый
Серапиас мелкоцветковый (лат. Serapias parviflora) — вид рода Серапиас семейства Орхидные.
Достигает примерно 10-30 сантиметров в высоту (иногда до 40 см). У основания стебля 4-7 линейных листьев. До 3-8 цветков (редко до 12) расположены на стебле. Серо-розовые чашелистики и лепестки образуют капюшон над колонной и губы, длиной, как правило, 14-19 м. Период цветения с марта по май.
Растёт на лугах, полянах на высоте от 0 до 1200 метров над уровнем моря, предпочитает известковые почвы. Встречался сначала по Средиземноморскому бассейну от Пиренейского полуострова до Эгейского моря, а также на Канарских островах и вдоль Атлантического побережья Франции. Он был обнаружен в 1989 году в Корнуолле (Соединённое Королевство), и, возможно, распространение естественное.

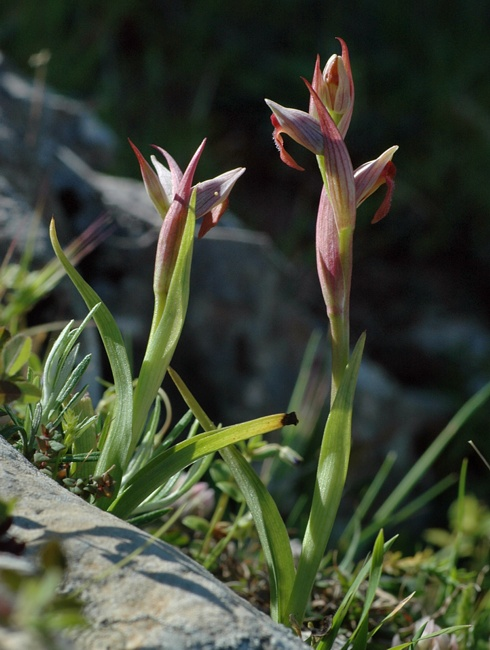
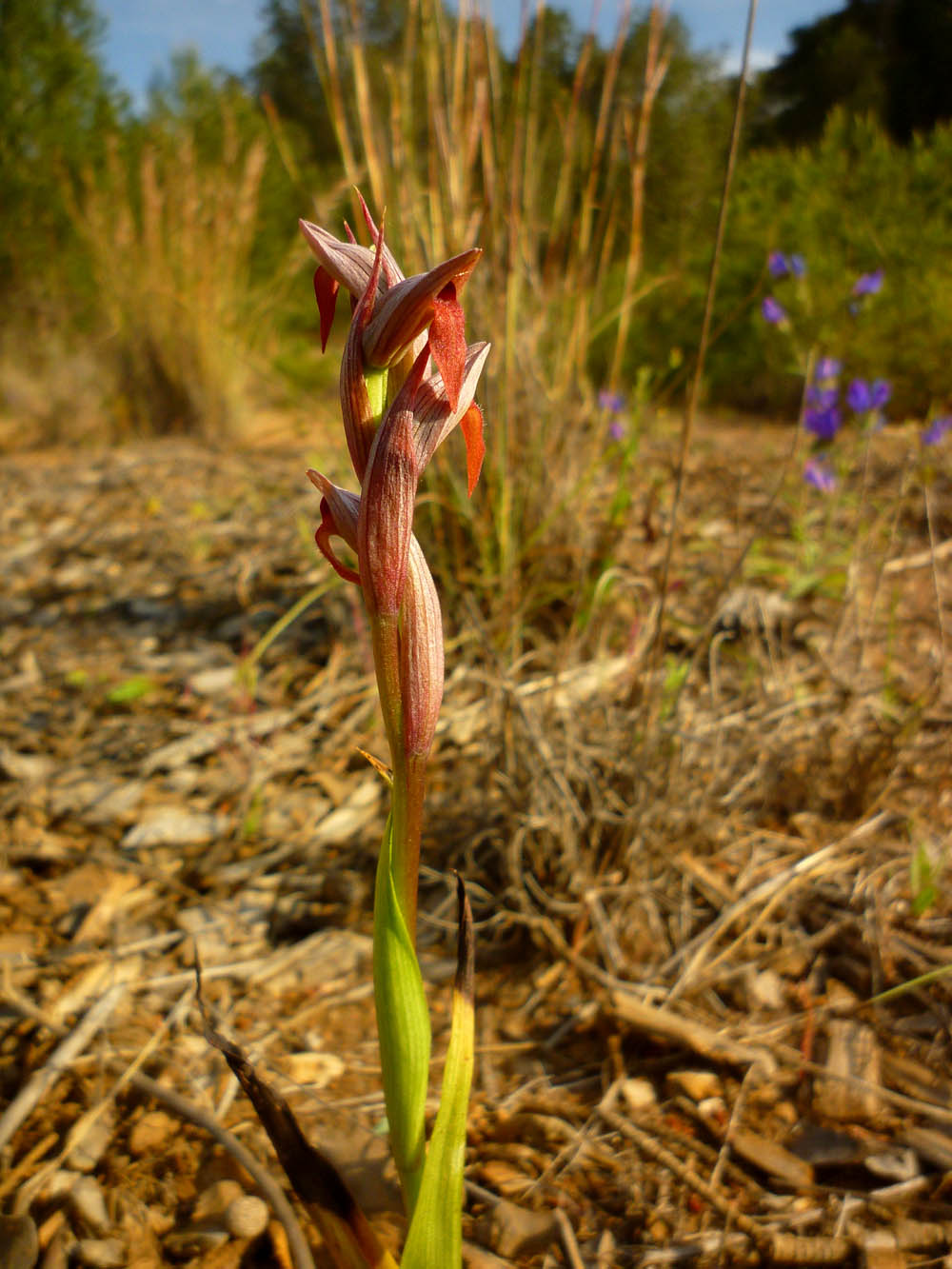